# Bionic (álbum)
Bionic (estilizado como •••{Bi~ΟΠ~iC}) es el sexto álbum de estudio de la cantante estadounidense Christina Aguilera, fue lanzado el 8 de junio de 2010 por el sello discográfico RCA Records. Después de su álbum recopilatorio de grandes éxitos Keeps Gettin' Better: A Decade of Hits (2008), Aguilera mencionó que las canciones nuevas de ese álbum eran un adelanto a lo que sería su siguiente álbum de estudio. Inspirado por el gusto de Aguilera por la música electrónica, Bionic se caracteriza por ser un álbum de géneros electropop, futurepop y R&B. Su primera mitad consiste en canciones electrónicas que incorporan sintetizadores y ritmos electrónicos, mientras que la segunda mitad muestra una producción de baladas. Las letras del álbum hablan principalmente del sexo y el feminismo, aunque también incorpora temas como la autoconciencia y el nacimiento de su primer hijo, Max Liron. Aguilera, junto con su discográfica RCA, explicaron el título del álbum originado por la mezcla de sonidos «mecánicos y orgánicos» que le añaden «una temática juguetona a la introspectiva del disco», por su parte, la compañía sugirió que el título también se debía a la evolución de la cantante pues «su voz siempre está en diferentes niveles». Por otro lado, es el primer álbum de Aguilera en tener la etiqueta Parental Advisory por su contenido explícito.
Tras su lanzamiento, Bionic recibió reseñas mixtas de los críticos de música, algunos de ellos sintieron que, por ser atrevido y experimental, estaba fuertemente influenciado por sus colaboradores que dieron lugar a la incoherencia, falta de concentración y que volvía a los tiempos sucios del 2002 cuando la cantante publicó el álbum Stripped, criticando el contenido lírico de la mayoría de las canciones. El sitio web Metacritic le dio a Bionic una calificación de 56 de 100, basada en 21 reseñas. La revista Rolling Stone argumento que Aguilera hizo un cambio de imagen radical al género electrónico. Por su parte, el álbum fue incluido en la lista de la revista Spin de los 25 discos más importantes del verano.
Bionic tuvo dos sencillos oficiales; «Not Myself Tonight» y la emotiva balada «You Lost Me». El primero logró entrar al top 5 en Hungría y Japón. Recibió certificación de platino en Australia. Mientras que el segundo sencillo «You Lost Me», logró posicionarse en el número 1 de la lista Billboard Hot Dance Club Play, al igual que el primer sencillo. Algunos sencillos promocionales para Estados Unidos fueron «Woohoo», con la colaboración de la rapera Nicki Minaj. En cuanto «I Hate Boys» sirvió como sencillo promocional exclusivo para Australia y Nueva Zelanda. La canción titulada «Bionic» (que le da nombre al álbum) se convirtió en la primera canción de Aguilera en no ser sencillo oficial y entrar a la lista Billboard Hot 100. A principios de 2010, Aguilera se unió a la noble causa de Hope for Haiti Now Teletón en la cual cantó la balada «Lift Me Up», la cual fue incluida en el álbum Hope for Haiti Now que fue una ayuda por el terremoto que sacudió a Haití en el año 2010.
Comercialmente, Bionic no logró el mismo éxito de los anteriores álbumes de Aguilera. Debutó en la posición número tres de la lista Billboard 200 en Estados Unidos, vendiendo en su primera semana 117 000 copias en dicho país, El álbum llegó al número uno en países como Reino Unido, Hong Kong, Taiwán, Grecia, y alcanzó el top 10 en más de 20 países. Para promocionar el álbum, Aguilera se presentó en los MTV Movie Awards de 2010 y en programas de televisión como The Oprah Winfrey Show, Today y la novena temporada de American Idol. Al principio se tenía planeado realizar una gira, que llevaría por nombre The Bionic Tour, aunque más tarde se canceló totalmente, debido a al poco tiempo que se disponía de ella, ya que en ese instante Aguilera estaba ocupada con la promoción de la película Burlesque.

## Antecedentes
Luego del álbum de estudio Back to Basics (2006), que fue críticamente aclamado y comercialmente exitoso y después del recopilatorio de grandes éxitos, Keeps Gettin' Better: A Decade of Hits (2008), Aguilera decidió preparar un nuevo álbum de estudio. Originalmente el álbum iba a ser titulado Light & Darkness e iba a ser un disco doble, al igual que su predecesor Back to Basics. El concepto de Light iba a ser sobre un álbum netamente alegre y electrónico inspirado por la cultura japonesa y el futurismo, mientras que la parte de Darkness iba a ser baladas sobre sentimientos personales, pero por el motivo de que RCS, su discográfica, quería que Aguilera compitiera con las demás cantantes debutantes de finales de los 2000s como Lady Gaga, Aguilera aceptó cambiar el concepto a Bionic: Temas sugestivos, responsabilidades de ser madre y rupturas amorosas. A mediados del mes de abril de 2010 se había dado a conocer rumores de la canción «Not Myself Tonight» la cual se convertiría en el primer sencillo del mismo álbum, pero fue hasta el 30 de marzo que se dio a conocer la pista en la página oficial de Aguilera, para este entonces este disco llamado Bionic ya se conocían productores y escritores del álbum como Sia Furler, Tricky Stewart, Polow da Don, Le Tigre, John Hill, Switch y Ladytron.
La promoción consistió solamente de 3 meses y en los Estados Unidos, Aguilera reveló el título del álbum, así como el nombre de tres canciones nuevas en la edición febrero de 2010 de la revista Marie Claire. El 22 de enero de 2010, Aguilera se presentó en Hope for Haiti Now Teletón donde interpretó «Lift Me Up» producida por Linda Perry y fue un beneficio global para las víctimas del terremoto de Haití del mismo año. Por otra parte, «Not Myself Tonight» fue lanzada el 30 de marzo por la página oficial de Aguilera, tiempo después el 7 de mayo de 2010, Aguilera cantó «Not Myself Tonight» por primera vez en el Show de Oprah Winfrey esta presentación fue comparada con las de Janet Jackson por su técnica de puesta en escenario y coreografías.

### Lanzamiento y promoción
El álbum fue lanzado primero en Australia, Alemania, Países Bajos y España el 4 de junio de 2010, mientras que en Estados Unidos y Canadá se lanzó el 8 de junio de 2010. Ese mismo día, 8 de junio, Aguilera interpretó un popurrí de «Bionic», «Not Myself Tonight» y «You Lost Me» en el programa Today Show. El 9 de junio de 2010, Aguilera dio y entrevista y cantó «You Lost Me» en la última hora del programa Late Show with David Letterman, tiempo después interpretó «Not Myself Tonight» y concedió una corta entrevista en vivo con Regis y Kelly el 10 de junio de 2010. Luego el 11 de junio de 2010 Aguilera cantó «Fighter», «You Lost Me», «Not Myself Tonight» junto con un popurrí de «Genie in a Bottle»/«What a Girl Wants» en The Early Show.

## Producción
La cantante y compositora australiana Sia produjo y coescribió material para el cuarto álbum de Aguilera. Christina Aguilera le comentó a Billboard que era una gran admiradora de Sia, y quedó conmocionada cuando supo que Furler también quería trabajar con ella. La cantante describió a Sia como "valiente y única. Su voz tiene un sonido genial. No sé exactamente qué haremos cuando estemos en el estudio juntas. Probablemente hay magia por hacer". Ambas se reunieron en enero de 2009. De acuerdo a la publicación que Sia hizo en su blog oficial, grabaron cuatro canciones, y en noviembre de ese mismo año, ella misma confirmó, vía Twitter, que los temas serían incluidos en el disco.
Por otra parte, en el especial emitido por el canal de televisión E!, Christina Aguilera, y junto a Sam Dixon, Sia habló sobre su experiencia al trabajar con la cantante. Entre varios eventos nombrados, señaló que el tema "'You Lost Me' es lo mejor que ha producido Aguilera desde 'Beautiful'"; que una de las canciones era asombrosa, y que atrapaba al estilo de Christina; y finalizando con que la canción "Lullaby" hablaba sobre la experiencia de la misma Aguilera como madre.
En diciembre de 2009, Christina Aguilera empezó la producción de seis canciones, en las que colaboraban las bandas de electroclash británicas Goldfrapp y Ladytron. La relación entre la cantante y los últimos se entabló cuando Aguilera declaró que era admiradora de su música. En respuesta, Ladytron viajó a Los Ángeles a conocerla, declarando que "llegamos sin expectativas; todo fue una sorpresa muy grande. Pero fue increíble. Aguilera es musicalmente muy talentosa, una vocalista que conoce su voz. Las primeras tomas fueron asombrosas y mientras hacíamos los demos, fue sólo cuando entró su voz que todo tomó vida". Basándose en los trabajos de Ladytron, Aguilera les planteó la idea del álbum, especificándoles qué elementos deseaba en el mismo, a lo que Daniel Hunt, miembro de Ladytron, comentó que "nos impresionamos porque conoce nuestra música a profundidad - los temas en general, no sólo los sencillos". Durante varias de sus entrevistas para la promoción de la publicación de Head First, Goldfrapp habló sobre su trabajo con Christina Aguilera. La líder del grupo, Allison, aclaró que sólo colaboraron en un tema, del que no saben "qué pasará". Por otra parte, Gregory, miembro del grupo, comentó sobre la relación que tuvieron con la cantante, "fue bueno trabajar con ella, conocerla", concluyendo que "no sabemos dónde está la pista, así que estamos llenos de curiosidad". El cantante estadounidense Adam Lambert citó la colaboración de las artistas, comentando que su interés en trabajar con la banda se vio afectado por la colaboración que tenían con Aguilera.
En septiembre de 2009, Aguilera, por medio de su estación de radio, anunció que trabajó con la artista británica-tamil M.I.A. y con la productora de música electrónica estadounidense Santigold. La revista Billboard confirmó estas colaboraciones, sin embargo, ningún comunicado por parte de las músicas ha aparecido. En enero de 2010, la banda de electro punk estadounidense Le Tigre lanzó un comunicado en su página oficial que confirmaba su colaboración con Christina Aguilera. En él, afirmaron que escribieron y produjeron un par de canciones para Bionic, concluyendo que fue un sueño trabajar para ella, pues se consideran "un grupo feminista obsesionado con la música pop". JO, líder de Le Tigre, escribió que la experiencia de conocer a Aguilera y trabajar con ella fue confortable, añadiendo que la cantante cuenta con virtudes técnicas vocales que superan los niveles normales, pues "perfecciona su voz tras la tomas que le hace. Es muy disciplinada a la hora de grabar. Nos contó la visión que tenía por cada canción, todas las noches grababa un disco de lo que se hacía y al día siguiente tenía una lista de cosas por corregir".
Durante la promoción de su álbum de grandes éxitos, Keeps Gettin' Better: A Decade of Hits, Christina Aguilera comentó que retomaría grabaciones con una de sus productoras favoritas, la exintegrante de 4 Non Blondes, Linda Perry. En 2009, Christina Aguilera empezó a trabajar con el dúo musical compuesto por Tricky Stewart y Claude Kelly. Durante la producción de Bionic, Stewart mostró su agrado al trabajar con Aguilera, añadiendo que "con ella es diferente, pues siempre quiere música que nadie ha escuchado antes", concluyendo con "Bionic es sólo una muestra de los diferentes estilos y usos que le dio a su nuevo sonido y a su voz".
En febrero de 2010, Claude Kelly concedió una entrevista a Sony Scoop, donde habló sobre su trabajo con Christina Aguilera. En ella confirmó que el dúo produjo tres canciones junto a la cantante, añadiendo que se sintió extremadamente bien trabajando en equipo, pues "come, sueña y respira arte... Visualmente es como yo, visionaria y perfeccionista que desea el mejor producto".

## Composición
La pista que abre el álbum, «Bionic», es una canción electrónica que incluye ritmos de tribal house y presenta sintetizadores en la que Aguilera habla de "dejarse llevar por el sonido" e invita a todos a "venir al mundo futurista de ella." A la mitad de la canción, Aguilera deletrea su nombre "X-x-x-t-t-t-i-i-i-n-n-n-a-a". Fue producida por John Hill y Switch y recibió reseñas positivas. El segundo tema y primer sencillo del álbum, «Not Myself Tonight», explora un lado más sexy; en sus letras, Aguilera anuncia explícitamente su nueva persona y estilo adoptado en el álbum, también habla sobre la "diversión y deshacerse de las inhibiciones". Producida por Polow Da Don, es una canción electrónica con influencias de tribal house y recibió reseñas mixtas, varios críticos elogiaron su estilo musical, pero criticaron sus letras. En la tercera pista, «Woohoo», Aguilera habla sobre el sexo oral y como seduce a alguien. La canción, producida por Polow Da Don, incluye la colaboración de la rapera Nicki Minaj y tiene un estilo electro-R&B con influencias de dancehall; en general, fue bien recibida por los críticos de música, quienes la consideraron "divertida, provocativa", y elogiaron la aparición de Minaj, sin embargo, otros críticos expresaron disgusto por la naturaleza sexual de la canción. En el cuarto tema, «Elastic Love», Aguilera compara su amor con artículos de oficina como clips para papel y gomas elásticas, como una metáfora de su relación. Producida por John Hill y Switch, la canción presenta el estilo de electropop con influencias de la música new wave de los años 1980 y fue bien recibida por los críticos, que la consideraron como una de las que más destacan en el álbum, elogiando su composición y le compararon con el sonido electrónico de M.I.A., quien la coescribió. Fue elegida como una de las mejores canciones de 2010, por el sitio web Amazon.com. La quinta pista, «Desnudate», es una canción bilingüe en inglés y español que habla de la lujuria, el amor y las fantasías sexuales. Fue producida por Tricky Stewart y recibió reseñas negativas, muchos de los críticos dijeron que la canción es "casi erótica" y tiene "una carta tonta". El sexto tema, «Love and Glamour (Intro)» es un breve interludio hablado de once segundos donde Aguilera dice que la moda es un estilo de vida y que la vida es todo sobre el amor y el glamour que continúa con la séptima pista, «Glam», en la que Aguilera habla de su producción para salir por la noche y también sobre la moda y el glamour que se debe de tener. La canción, producida por Tricky Stewart, tiene un estilo dance pop y electro, acompañada a veces por el sonido de chasquido de dedos y es la banda sonora internacional de la telenovela brasileña Cuchicheos; recibió reseñas mixtas, algunos críticos la consideraron como una de las mejores canciones uptempo del álbum, pero otros la llamaron "una oda incómoda y frustrante de la canción «Vogue» (1990) de Madonna". En el octavo tema, «Prima Donna», Aguilera habla sobre las mujeres fuertes y dice que es la "prima donna del pop", y que nadie va a ocupar su lugar. La canción fue producida por Tricky Stewart y presenta un estilo electrónico y pop urbano y recibió reseñas favorables, destacando su buena producción y la voz de Aguilera.
La novena pista del álbum, «Morning Dessert (Intro)» es un interludio de estilo soul suave donde Aguilera describe el sexo como una rutina diaria entre ella y su esposo. En el décimo tema, «Sex for Breakfast», Aguilera habla de sexo por la mañana con su esposo mientras compara la parte íntima de él con algo delicioso. La canción, producida por The Real Focus... es una balada de R&B y fue bien recibida por los críticos, que la consideraron "sexy" y elogiaron la voz seductora de Aguilera. En la undécima pista, «Lift Me Up», Aguilera canta sobre la superación del dolor y/o la dificultad con ayuda y en la que le agradece a un ser amado por ayudarla en tiempos difíciles. Es una balada escrita y producida por Linda Perry y recibió reseñas mixtas, algunos críticos la llamaron "hermosa e indispensable" y elogiaron la voz de Aguilera, pero otros la consideraron como aburrida y cliché. La duodécima pista, «My Heart (Intro)», es un interludio de 19 segundos, donde el hijo de Aguilera, Max Liron, con la ayuda de su padre, Jordan Bratman, dice las palabras "mamá" y "papá". En la decimotercera pista, «All I Need», Aguilera canta acerca de la maternidad y cómo ella ama a su hijo. Es una balada de piano producida por Sam Dixon y recibió reseñas favorables, considerada como "hermosa". En el decimocuarto tema, «I Am», Aguilera se describe a sí misma y le pide a las personas que la acepten tal como es. La canción es una balada producida por Sam Dixon y sólo recibió críticas positivas, varios críticos la llamaron "honesta, simple y hermosa". La decimoquinta pista y segundo sencillo del álbum, «You Lost Me», habla sobre un hombre infiel y que ha dejado el mundo de Aguilera devastado. Es una balada producida por Sam Dixon, y recibió críticas positivas, dando énfasis en la voz de Aguilera y su honestidad. También fue llamada como el corazón del álbum por la misma Aguilera. En el decimosexto tema, «I Hate Boys», Aguilera canta acerca de cómo ella odia y desprecia a los muchachos. La canción, producida por Polow Da Don, contiene los estilos glam rock, synth pop y pop urbano; recibió reseñas mixtas, algunos la describieron como "tonta" y otros como "un himno femenino". La decimoséptima pista, «My Girls» es un himno femenino, donde Aguilera habla de la fuerza y la vitalidad de las mujeres. La canción, producida por Le Tigre, presenta el estilo electro-disco, incluye la colaboración de la cantante Peaches y recibió críticas positivas. En la decimoctava y última pista de la edición estándar, «Vanity», Aguilera habla de la vanidad y la forma en que ella se ama a sí misma. Al final de la canción, Aguilera pregunta "¿Quién tiene el trono?" y su hijo Max Liron responde: "Tú, mamá!". La canción, producida por Ester Dean, tiene un estilo electro y recibió críticas positivas, quienes la llamaron "una oda a la grandeza de Aguilera ocultada en un himno al empoderamiento femenino", que presenta a la artista como "una vampiresa inofensiva que se besa en el espejo" y muchos teniendo en cuenta el estilo "audaz, divertido y bailable" de la canción.
La edición de lujo del álbum contiene cinco pistas adicionales, cuatro canciones nuevas y una versión acústica de la canción «I Am», llamada «I Am (Stripped)». En el decimonoveno tema y la primera pista adicional, «Monday Morning», Aguilera habla sobre el odio a los lunes por la mañana. Producida por John Hill y Switch, contiene elementos de new wave y está acompañada por una guitarra funk y palmadas, es considera por los fanes como una de las canciones que debieron estar en la edición estándar. La vigésima pista, «Bobblehead», contiene elementos de hip hop y bubblegum pop y fue producida por John Hill y Switch. El vigesimoprimer tema, «Birds of Prey» es una canción que contiene elementos de electro y presenta sintetizadores. Producida por Ladytron, también es considerada como una de las canciones que debieron estar en la edición estándar del disco. La vigesimosegunda pista, «Stronger Than Ever», es una balada producida por Sam Dixon. La edición de lujo para iTunes Store contiene la pista adicional «Little Dreamer», es una balada electropop producida por Ladytron.

## Sencillos

### ««Not Myself Tonight»

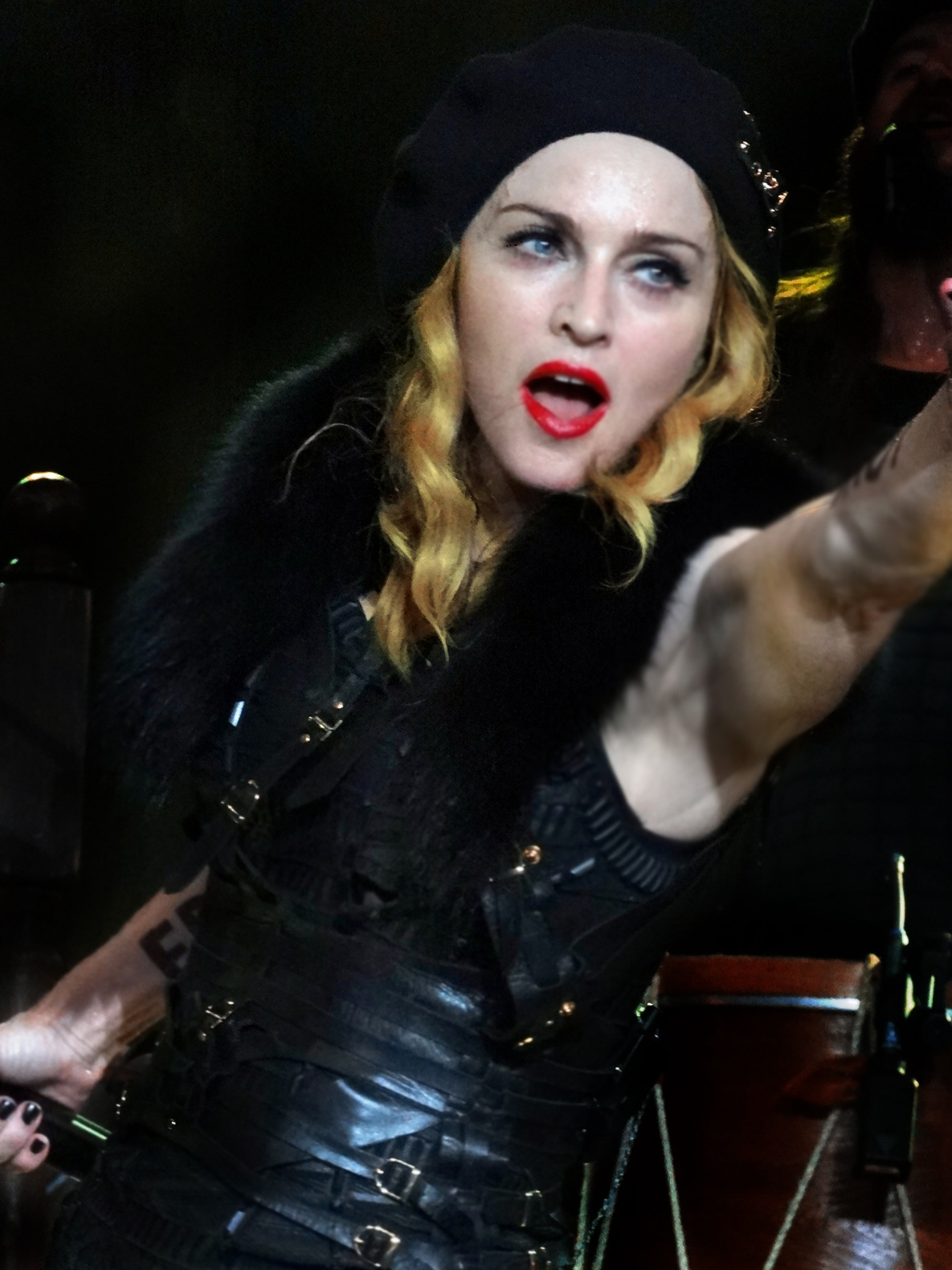
Aguilera se inspiró en varios videos de Madonna (imagen) para el vídeo musical de «Not Myself Tonight».

«Not Myself Tonight» fue el primer sencillo y la canción fue recibida positivamente por los críticos, elogiando el regreso de Aguilera a su estilo de Stripped en 2002. La canción fue censurada en varios países por la letra explícita y en algunas radios estadounidenses se negaron totalmente a reproducir dicha canción, pero esto no impidió para figurar en la posición número 1 en Billboard Hot Dance Club Play de canciones más sonadas en las discotecas y clubes de Estados Unidos lo que llevó a Aguilera a tener cuatro sencillos en el número 1 de dicha lista para ese entonces. Además de figurar en el número 23 en Billboard Hot 100, hasta el momento se han registrado un poco más de 421,250 descargas digitales en dicho país y 890.000 mundiales. En junio de 2010 sale elegida como la Canción del verano 2010 en los Estados Unidos. En el continente Asiático fue donde la canción mostró lograr más popularidad como en Japón alcanzó en el número 3 del Conteo Japan Hot 100.
En Oceanía, en el país Nueva Zelanda en la posición número 32, superando la posición de su sencillo anterior, «Keeps Gettin' Better» que llegó a la número 36, pero al igual que este, solo se mantiene una semana en la lista. En Australia es el país del continente Oceanía donde tiene más éxito, ya que en su primera semana se convierte en una de las más sonadas, ubicándose en el número 6 del conteo radial, convirtiéndolo en uno de los países donde registra su mayor éxito, al igual que en descargas digitales ya acumula más de 35 000 descargas logrando el disco de oro, la primera y única certificación del sencillo hasta el momento. En la lista general de sencillos debuta en la posición número 22.

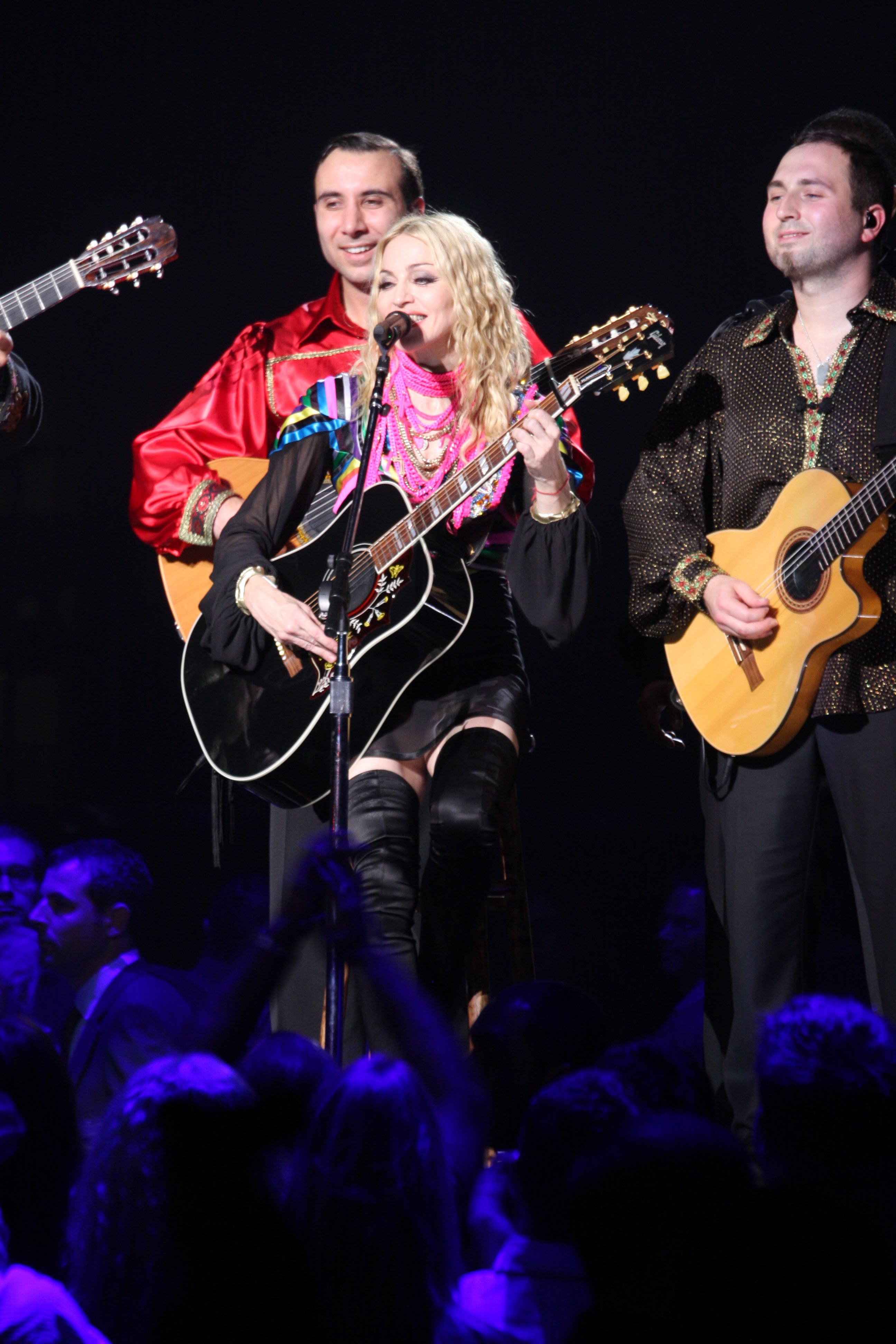
El rendimiento de Aguilera de "Bionic" y "Not Myself Tonight" en los MTV Movie Awards el 6 de junio de 2010 se compara con Madonna y su tour en 2008 a 09 Sticky & Sweet Tour.

El vídeo de «Not Myself Tonight» se encontraba restringido para mayores de edad en YouTube, pero fue a principios del 2013 que lo desbloquearon para todo público, pero en algunos países fue censurado totalmente. Fue puesto a la venta en Itunes y al día siguiente de su lanzamiento fue lanzado en varios países de Europa, y el 4 de mayo se lanza en América. En 2010 Yahoo lo escogió como el mejor vídeo de ese mismo año y se convirtió rápidamente en unos de los vídeos más emblemáticos de su carrera al igual que «Dirrty» y «Beautiful» por las escenas explícitas
Aguilera interpretó «Not Myself Tonight» como parte de un popurrí con «Bionic» y «Woohoo» en los MTV Movie Awards 2010. Durante la interpretación de «Bionic» y «Not Myself Tonight» se vistió con un traje de "diamantes incrustados en piezas" mientras está sentado en un "trono dorado" y comenzó a rapear las primeras líneas de la canción, con el pelo rizado de platino, se parece a Madonna durante el último tour de Sticky & Sweet Tour (2008-09). Entonces, caminó sobre el escenario, con la vestimenta de plata y negro con bailarines de respaldo en "cuero" comenzó a lanzar golpes, y disparos de láser resonaron a través de la audiencia. La actuación fue recibida con críticas negativas y sobre todo no pudo ganar el impacto de los medios de comunicación. Tamar Anitai para MTV Buzzworthy "no me impresionó el rendimiento de ella", resumiendo que "era todo acerca de su yo-soy-todavía-una-diva a voces", demostración de la etapa frenética, y sólo para adultos (insinuaciones)... Y entonces sucedió eso". New York Post con el editor Jarett Wieselman criticaron la parte de Aguilera, escribiendo que "parecía menos como un escaparate y más como una tienda de mascotas va de la venta del negocio. Todo fue puesto en exhibición en la esperanza de que al menos un elemento sería llamar la atención de alguien y evitar la eutanasia". En un punto de vista positivo, James Montgomery de MTV News elogió su busca como "una reina del siglo 23" y el espectáculo "tiene millones de personas en todo caliente".

### «You Lost Me»

Christina Aguilera logró tener los dos únicos sencillos de este álbum en el número 1 de la lista Billboard Hot Dance Club Play.

«You Lost Me» es el segundo sencillo y considerada por Aguilera como el "corazón del álbum," la canción fue escrita por la propia Christina Aguilera, Sia Furler y Samuel Dixon, quien también produce la canción. La canción líricamente habla de un hombre infiel, que ha dejado el mundo en vista de Aguilera como "infectado". Fue lanzado en la radio el 29 de junio de 2010 y el 6 de julio de 2010 en iTunes. «You Lost Me» al principio solo fue lanzada en América y Reino Unido. En septiembre de 2010 fue lanzado en toda Europa como segundo sencillo de Bionic.
Fue elogiada por su gran capacidad vocal, por otra parte MTV dijo que él era el corazón del álbum y Billboard comento que la canción y el vídeo son los polos opuestos para el primer lanzamiento de Bionic el sencillo «Not Myself Tonight». Por otro lado, varios artistas como P!nk y Adam Lambert elogiaron tanto el vídeo como la canción. La canción se ha convertido en unas de las canciones más aclamadas del disco con el paso del tiempo.
Comercialmente, el rendimiento de la canción era muy débil, convirtiéndose en su primer sencillo en no entrar rápidamente en el Billboard Hot 100. Pero logró posicionarse en el número 1 de la lista Billboard Hot Dance Club Play al igual que «Not Myself Tonight», que hasta ese entonces llevaba dos sencillos consecutivos en el número 1. Además se convirtió en el quinto número 1 para Christina Aguilera en dicha lista para ese entonces. En los Países Bajos tuvo un éxito moderado, sin embargo logró entrar en el puesto número 91, y curiosamente en el 2012, dos años después logró volver entrar a las listas en el puesto 59.
En el vídeo musical dirigido por Anthony Mandler fue concebido para incorporar la letra de la canción, donde Aguilera ofreció en varias escenas. En primer lugar, en una habitación llena de muebles dañados, en segundo lugar en una zona llena de carbón en la que se encuentra, y en tercer lugar en una habitación azul y blanco en la que un hombre intenta recogerla, del cual ella se defiende. El vídeo recibió críticas positivas, muchos críticos lo vieron como una experiencia fuera de lo que fue en el vídeo de «Not Myself Tonight», y en general la apariencia de Aguilera fue bien recibido. Ella interpretó la canción en American Idol, The Late Show with David Letterman, The Today Show, y The Early Show.

## Sencillos promocionales

### «I Hate Boys»
(solo para Australia)
«I Hate Boys» contó con los servicios de radio como el segundo sencillo en junio de 2010 solamente en Australia. Fue la segunda canción más añadido a la radio la semana siguiente. El 3 de septiembre fue lanzado en iTunes. La canción fue escrita por Aguilera, Ester Dean, William Tyler, Bill Wellings, JJ y Jamal Hunter "Polow Da Don" Jones, que también maneja la producción de la canción. Se trata de una canción pop, que contiene elementos de electropop, pop urbano y synthpop. Líricamente, la canción es acerca de empoderamiento de las mujeres, pero contiene el odio impulsado por canción acerca de ridiculizar a los hombres. La canción sirvió como sencillo promocional del álbum Bionic exclusivo para los países de Australia y Nueva Zelanda; recibió críticas favorables a la mezcla de los críticos de música, y algunos críticos elogiaron los cantos de las pandillas en el fondo y que se considere como un "himno de chica", pero otros consideraron que tiene una letra demasiado adolescentes y lo calificó como un relleno.
En la letra de esta canción es explícita al igual como varias canciones del álbum Bionic por esta razón fue el primer álbum de Aguilera en tener el sello de Parental Control, por otra parte la canción fue escogida como promoción para el comercial del álbum en México y otros países de América Latina al igual que «Not Myself Tonight» y «Woohoo».

### «Woohoo»
(solo para Estados Unidos)
«Woohoo» fue escrita y producida por Polow da Don, y coescrito por Aguilera, Minaj, Claude Kelly, y Dean Ester. Fue lanzado como sencillo promocional el 18 de mayo de 2010, y más tarde contó con los servicios de rhythmic como posible segundo sencillo del álbum el 25 de mayo de 2010. En la letra de esta canción es explícita al igual como varias canciones del álbum Bionic por esta razón fue el primer álbum de Aguilera en tener el sello de Parental Control. Se ha descrito como un género electrónico basada urbano con R&B e influencias de hip hop. La canción recibió críticas mixtas positiva a los críticos, algunos alabando apariencia Minaj y la voz de Aguilera
En Estados Unidos, el sencillo debuta en la posición número 79 en Billboard Hot 100 por las fuertes descargas digitales que obtuvo durante la semana, lo que lo lleva a debutar también en Digital Songs en la posición número 47. En Canadá, el sencillo debuta en la posición número 46 en el Canadian Hot 100. En todas las listas solo se mantiene durante una semana.En Líbano el sencillo debuta en la posición número 18 en la lista principal de este país. en Alemania llegó al número 10 del conteo principal del país. La canción ha llegado vender más de 130 000 copias digitales según la RCA Records, solo en los Estados Unidos. Por otra parte la canción fue escogida como promoción para el comercial del álbum en México y otros países de América Latina al igual que «Not Myself Tonight» y «I Hate Boys».

### Otras canciones

#### «Lift Me Up»

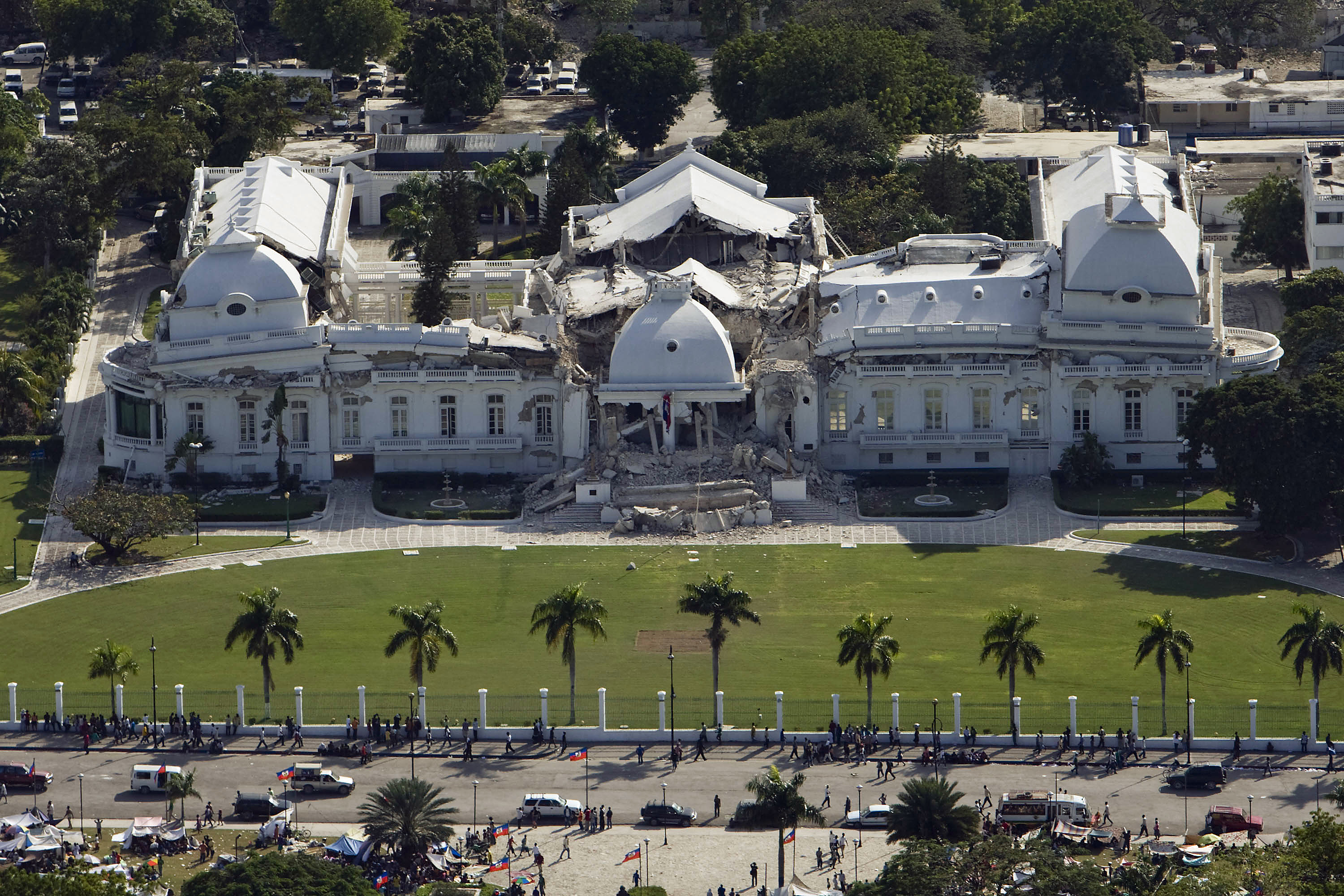
Tras el terremoto de 2010 en Haití Aguilera se unió a la noble causa de Hope for Haiti Now con la canción «Lift Me Up».

«Lift Me Up» es una balada, donde Aguilera se unió a la noble causa del temblor de Haití y estrenó por primera vez la canción durante la Hope for Haiti Now teletón que se celebró el 22 de enero de 2010, más tarde fue incluido en el álbum de caridad, Hope for Haiti Now. La canción fue escrita y producida por Linda Perry que ya había trabajado con Christina Aguilera en varias canciones entre ellas en el éxito «Beautiful» (2002).
La canción obtuvo críticas mixtas de los críticos musicales, algunos elogiaron la voz de Aguilera y el tema de inspiración, pero otros pensaban que era una balada obligatoria, pero aburrido. Aunque la canción nunca fue lanzado como sencillo oficial ni como sencillo promocional llegó entrar a las listas de popularidad como Gaon Chart de Corea del Sur, Chart Singles de Reino Unido» y Bubbling Under Hot 100 Singles de Estados Unidos.

#### «Bionic»
«Bionic», la canción fue escrita por Aguilera, Harper Kalenna y coescrita y producida por John Hill y Switch. Es una canción pop electrónico, que según Aguilera es un divertido paseo a la "mujer biónica" que se había convertido en la última década.
La canción recibió críticas positivas de los críticos de música, algunos críticos compararon la canción con los de Santigold y Janet Jackson. Aguilera interpretó la canción como un junto a «Not Myself Tonight» en varios lugares, incluyendo los 2010 MTV Movie Awards, en esta ocasión junto con la canción «Woohoo» perteneciente del mismo álbum. También lo interpretó «Bionic» en Today Show y VH1 Storytellers. La actuación en los MTV Movie Awards fue recibido muy bien siendo elogiado por la crítica, que señalaron que se trataba de una actuación feroz y fuerte, a la vez que alaba sus imágenes. La canción llegó a los Estados Unidos en la lista Billboard Hot 100 en el número 66, convirtiendo en la primera canción de Aguilera al entrar en dicha lista sin ser lanzada como sencillo oficial y/o promocional. En Corea del Sur la canción llegó al número 23 en la lista Gaon Chart país en el cual fue un rotundo éxito en descargas, vendiendo 1,5 millones de copias.

##### Posiciones de las canciones
| "Lift Me Up"                                                                                              | 2010 | 125 | — | —  | —  | — | — | 35 | 183 |
| "Bionic"                                                                                                  | 2010 | 66  | — | —  | —  | — | — | 23 | —   |
| "Woohoo" con Nicki Minaj                                                                                  | 2010 | 79  | — | 46 | 10 | — | — | —  | 148 |
| "I Hate Boys"                                                                                             | 2010 | —   | — | —  | —  | — | — | —  | 51  |
| "—" la raya significa que la canción no se lanzó en el país señalado o que no logró entrar al repertorio. |      |     |   |    |    |   |   |    |     |

En ese mismo periodo Christina Aguilera colaboró en la canción "Castle Walls" del rapero T.I. para el álbum de este titulado No Mercy. Dicha canción se tenía planeado lanzarse como sencillo oficial pero se canceló su libertad. Además un vídeo musical fue filmado, y el 23 de noviembre se utilizó un fragmento de dicho vídeo para promocionar el lanzamiento de No Mercy. Sin embargo, el vídeo musical de la canción no se ha puesto a la luz, debido a la cancelación del sencillo.

## Promoción

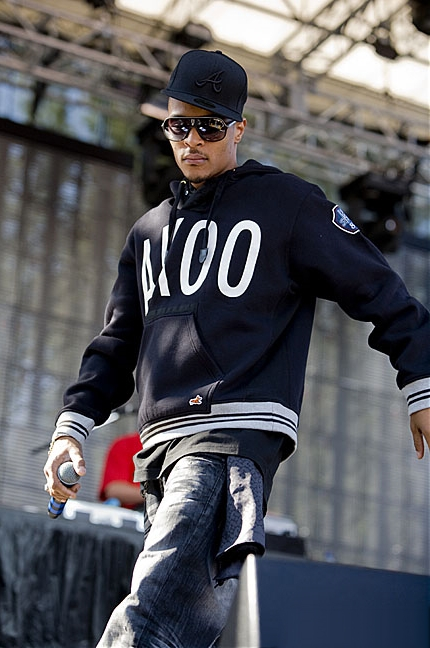
En ese mismo periodo Aguilera colaboró con T.I. en la canción «Castle Walls», perteneciente del álbum del rapero.

Aguilera reveló el título del álbum, así como el nombre de las tres nuevas canciones en la edición de febrero de 2010 en la revista Marie Claire. El 22 de enero de 2010, Aguilera se estrenó una versión reducida de la productora Linda Perry la cual produjo «Lift Me Up» durante la Hope For Haiti Now: un beneficio global para el alivio del terremoto. Aguilera también apareció en la portada de junio GQ Alemania, la portada de junio/julio para la reservista Latina. Y para la portada de junio de Out Meganize. El 7 de mayo de 2010, Aguilera interpretó «Not Myself Tonight» en The Oprah Winfrey Show.
Una interpretación de «You Lost Me» se llevó a cabo el 26 de mayo de 2010 en la final de American Idol. Aguilera interpretó un popurrí de «Bionic», «Not Myself Tonight» y «Woohoo» en los 2010 MTV Movie Awards el 6 de junio. En el día de lanzamiento del álbum en los Estados Unidos, 8 de junio de 2010, Aguilera interpretó un popurrí de «Bionic» y «Not Myself Tonight», así como «Beautiful», «Fighter» y «You Lost Me» en The Today Show. El 9 de junio de 2010, Aguilera dio entrevista y cantó «You Lost Me» en el Late Show con David Letterman. Ella interpretó «Not Myself Tonight» y dio una entrevista en vivo con Regis y Kelly el 10 de junio de 2010. Aguilera interpretó «Fighter», «You Lost Me», «Not Myself Tonight», junto con un popurrí de «Genie in a Bottle»/«What a Girl Wants» en The Early Mostrar el 11 de junio de 2010. El 13 de junio de 2010, Aguilera apareció en VH1, así como en Behind the Music.
Aguilera tenía previsto seguir promoviendo el álbum de embarcarse en el The Bionic Tour. Veinte conciertos fueron programados en los Estados Unidos y Canadá entre el 15 de julio de 2010 y 19 de agosto de 2010. La cantante británica Leona Lewis estaba programado para ser teloneros de la gira y el viaje sería considerada la parte norteamericana de Lewis de The Labyrinth tour. El 24 de mayo de 2010, Aguilera pospone la gira hasta 2011. En un mensaje en su página web y de promotor de la gira Live Nation, Aguilera dijo que debido a la excesiva promoción del álbum y su entonces próximo debut en el cine con la película Burlesque, sentía que necesitaba más tiempo para ensayar el espectáculo y con menos de un mes entre el lanzamiento del álbum y la gira, no fue posible crear y llevar a cabo un espectáculo en el nivel que sus fanes esperan de ella. Sin embargo, el viaje no fue reprogramado y promoción de Bionic terminó poco después.

## Recepción

### Crítica
Bionic recibió reseñas mixtas de los críticos de música, obtuvo una calificación de 56 de 100 en la página web Metacritic, lo que indica «críticas mixtas o promedio». Eric Henderson de Slant Magazine le dio al álbum una revisión mixta, de 3 estrellas de 5. Él dijo: "En la superficie, Bionic es tan eficiente y entretenido como lo fue Circus de Britney Spears. El escritor Pete Paphides del diario The Times le dio 4 de 5 estrellas y felicitó a la dirección musical de Aguilera, por escrito que el disco suena "más maduro y más seguro" que su anterior el trabajo. USA Today le dio al álbum un 3 de 4 estrellas y ver su voz como compensatoria a favor del contenido de las letras, declarando "en Bionic, aprovecha su habilidad con una mayor madurez e imaginación. Las canciones son poco reveladoras, sus referencias traviesas rara vez son más provocativas que las texturas accesible electro-nervioso".
Ian Drew de Us Weekly dio a Bionic dos estrellas y media de cinco estrellas, y agregó que cuando Christina "simplemente da rienda suelta a su garganta prodigiosa" en las baladas como "All I Need", es "clásico Xtina." Allison Stewart de The Washington Post describió el álbum como "ruidoso, robótico y cómodo" y consideró que una de las "decepciones más grandes del disco" es el "abandono virtual" de la voz de Aguilera. Rob Sheffield de Rolling Stone le dio 2 ½ de 5 estrellas y escribió que Aguilera "aplica un cambio de imagen electro en Bionic". El álbum fue incluido en la lista de Spin de los "25 discos de verano más importantes".
Entertainment Weekly nombró después a Bionic como el quinto peor álbum de 2010 en una lista a fin de año. Sin embargo, el álbum fue nombrado por la revista Billboard como el mejor álbum de pop comercial de 2010.

### Controversia

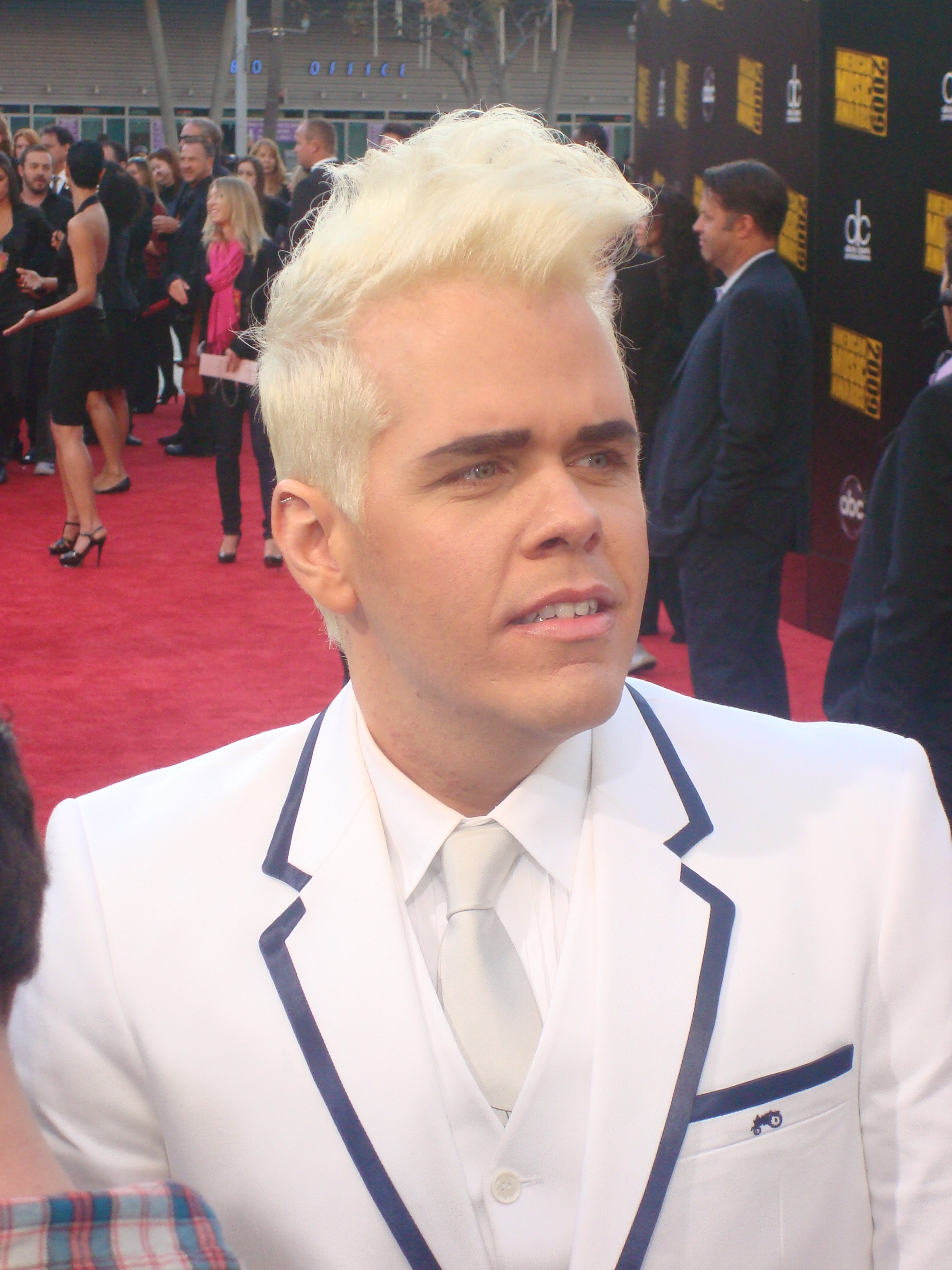
El bloguero Perez Hilton, estuvo implicado en fuertes acusaciones en contra del álbum.

En ese mismo periodo fuertes acusaciones por el público y críticos de música acusaron a Christina Aguilera por plagiar a Lady Gaga, poniéndola en su contra llamándola con nueva rival para Aguilera. Por su parte, se cree y hubo rumores de que hubo una conspiración contra el álbum que incluían a personas del medio del espectáculo como el bloguero Perez Hilton, Lady Gaga, Interscope Records (disquera de Lady Gaga) y Akon (descubridor de Lady Gaga) para quitar las canciones del álbum de las estaciones de radio más importantes de los Estados Unidos. Más tarde salió a la luz una grabación de la conspiración más nunca se mencionó el nombre de Gaga. Años después, a mediados de agosto de 2013 justo en el periodo en que Lady Gaga estrena su nuevo sencillo «Applause», el bloguero Perez Hilton y Gaga tuvieron una pelea casi pública en Twitter, donde Gaga arremetió indirectas sobre el y este tuiteó otras indirectas sobre Lady Gaga comentando algunos sabotajes que había realizado la cantante de pop para algunos artistas, comentando: "@ladygaga no solo es #cruel con la gente que trabajaba para ella, amigos míos, sino también intentó sabotear a otros artistas", entre otros tuits. Inmediatamente muchas personas relacionaron el suceso con el álbum Bionic y Christina Aguilera, siendo tema del momento global en Twitter la frase "#GagaSabotagedBionic". Tras la pelea pública entre Lady Gaga y Perez Hilton, este último días después lanzó una campaña en su cuenta oficial en Twitter adjuntando una imagen de la era Bionic que venia como lema "JusticeForBionic" (en español: Justicia para Bionic) e invitando a comprar en iTunes el álbum el día 11 de noviembre del mismo año —el público llamó de hipócrita a Perez Hilton por el suceso—. Paralelamente la frase "JusticeForBionic" se convirtió tema global del momento en la red social antes mencionada. El 11 de noviembre los fighters (fanes de Christina Aguilera) compraron el álbum sin parar y lograron que el álbum llegara a la posición 40 en iTunes Colombia, 35 en Italy, 15 en México, 25 en Brasil, 2 en Costa Rica y 1 en Perú, de este modo el Proyecto JusticeForBionic se convirtió en un éxito total ya que re-entró a los Charts de iTunes rápidamente debutando en la posición número 91 en todo el mundo a tres años de ser lanzado. El 17 de septiembre de 2013, dicho conflictos entre Gaga y Aguilera terminaron en la final del programa The Voice —donde Christina Aguilera funge como juez principal— donde ambas se presentaron juntas para interpretar «Do What U Want» de Lady Gaga y brindaron en la final de la presentación, dicha presentación fue catalogada como lo mejor de la noche. Además de compararla con la famosa presentación de Aguilera en los premios MTV junto a Britney Spears y Madonna. Actualmente, esta problemática aún sigue siendo vigente y después de casi una década de lanzamiento del álbum, todavía se comparte la frase "JusticeForBionic".

### Comercial

En el continente europeo tuvo un éxito bipolar

En Estados Unidos el álbum debutó en la posición número 3 de la lista Billboard 200 por debajo del tercer soundtrack de Twilight y del álbum de Glee con ventas de 181.938 copias. Según Nielsen SoundScan, En Estados Unidos, Bionic vendió 325.000 copias, sus canciones vendieron 1,15 millones de descargas en el país. El álbum figuró en el número 1 en países como Reino Unido, Alemania, Hong Kong, Taiwán, Grecia, Austria, Argentina, entre otros y alcanzó el top 5 en más de 20 países alrededor del mundo como España, Rusia, Finlandia y Australia.
En el Reino Unido, paso algo particular con el álbum, debutó en el número 1 con ventas de 24 000 copias, convirtiéndose en el segundo álbum consecutivo en el número 1 de Aguilera en ese país después de Back to Basics (2006). Bionic marcó un récord con las peores ventas para un número 1 en dicho país, ya que disco se situó rápidamente en el número uno de la lista británica de los más vendidos en la primera semana pero cayó rápidamente al puesto número 29 del ranking. No obstante, tres años después en dicho país el álbum fue certificado disco de plata con ventas de 60.000 copias por la organización Industria Fonográfica Británica. Por otro lado, en los demás países del continente europeo fue un éxito en las listas de popularidad, figurando en el número 1 de la lista European Albums de Europa.
| "La forma en la que empezó el álbum para mí era su visión original. Ella estaba en el camino correcto pero el sello discográfico mando todo al carajo, para ser honesto. Creo que si habría hecho lo que tenía en mente hubiese sido mejor. Pero su sello discográfico dio lugar a poner a Christina en contra de ella [GaGa]".} —Ladytron hablando de Bionic al no cumplir con sus expectativas. |

Sony Music anunció el 29 de julio de 2010 que Bionic era el álbum más vendido del sello discográfico, del que RCA es parte, aumentando gracias a este y otros 4 álbumes un 1.3% de ventas en el primer semestre del año. A fines de 2010, el sitio iLeaks, gran fuente de descargas ilegales difundió de acuerdo con una lista publicada por la página en fin de año que Bionic fue el segundo álbum más descargado en el sitio con 15 millones de descargas ilegales, del mismo modo, «Not Myself Tonight», fue la tercera canción más descargada del año, también fue el vídeo más descargado ocupando el número uno, para terminar Christina Aguilera fue la artista más descargada ilegalmente a través de la página.

### Reconocimientos
En Australia, recibió disco de oro tras superar los 35 000 ejemplares vendidos en el país por la organización Australian Recording Industry Association. En Austria fue certificado disco de oro por la organización Federación Internacional de la Industria Fonográfica por superar más de 20 000 copias vendidas en el país. Por último, en Grecia también fue certificado disco de oro por ventas de 17 000 copias en dicho país por la organización IFPI. En Reino Unido, tres años después de la salida del álbum al mercado, Bionic, vendió 60 000 copias digitales hasta 22 de julio de 2013 ganando certificación de disco de plata por la organización Industria Fonográfica Británica. A mediados del 2018 recibió por parte de la RIAA de Estados Unidos disco de oro por vender más de medio millón de copias en dicho país, junto con los álbumes Keeps Gettin Better: A Decade of Hits y Lotus.

## Lista de canciones
| Edición estándar |                            |                                                                         |                     |          |  |
| N.º              | Título                     | Escritor(es)                                                            | Productor(es)       | Duración |  |
| 1.               | «Bionic»                   | Christina Aguilera, John Hill, David Taylor, Kalenna Harper             | Hill, Switch        | 3:21     |  |
| 2.               | «Not Myself Tonight»       | Jamal Jones, Ester Dean, Jason Perry, Greg Curtis                       | Polow Da Don        | 3:05     |  |
| 3.               | «Woohoo» (con Nicki Minaj) | Aguilera, Jones, Dean, Claude Kelly, Onika Maraj                        | Polow Da Don, Kelly | 5:28     |  |
| 4.               | «Elastic Love»             | Aguilera, Mathangi Arulpragasam, Hill, Taylor                           | Hill, Switch        | 3:34     |  |
| 5.               | «Desnudate»                | Aguilera, Tricky Stewart, Kelly                                         | Stewart, Kelly      | 4:25     |  |
| 6.               | «Love & Glamour» (Intro)   |                                                                         |                     | 0:11     |  |
| 7.               | «Glam»                     | Stewart, Kelly                                                          | Stewart, Kelly      | 3:40     |  |
| 8.               | «Prima Donna»              | Aguilera, Stewart, Kelly                                                | Stewart, Kelly      | 3:26     |  |
| 9.               | «Morning Dessert» (Intro)  | Bernard Edwards Jr.                                                     | Focus...            | 1:32     |  |
| 10.              | «Sex for Breakfast»        | Aguilera, Noel Fisher, Edwards, Jr.                                     | Focus..., Detail    | 4:49     |  |
| 11.              | «Lift Me Up»               | Linda Perry                                                             | Perry               | 4:07     |  |
| 12.              | «My Heart» (Intro)         |                                                                         |                     | 0:19     |  |
| 13.              | «All I Need»               | Aguilera, Sia Furler, Samuel Dixon                                      | Dixon, Furler       | 3:33     |  |
| 14.              | «I Am»                     | Aguilera, Furler, Dixon                                                 | Dixon, Furler       | 3:52     |  |
| 15.              | «You Lost Me»              | Aguilera, Furler, Dixon                                                 | Dixon, Furler       | 4:17     |  |
| 16.              | «I Hate Boys»              | Aguilera, Jones, Dean, Kelly, William Tyler, Bill Wellings, J.J. Hunter | Polow da Don, Kelly | 2:24     |  |
| 17.              | «My Girls» (con Peaches)   | Aguilera, Kathleen Hanna, Johanna Fateman, J.D. Samson, Merrill Nisker  | Le Tigre            | 3:08     |  |
| 18.              | «Vanity»                   | Aguilera, Dean, Kelly                                                   | Dean, Kelly         | 4:22     |  |
| 59:27            |                            |                                                                         |                     |          |  |

| Edición de lujo (pistas adicionales) |                      |                                                                          |               |          |  |
| N.º                                  | Título               | Escritor(es)                                                             | Productor(es) | Duración |  |
| 19.                                  | «Monday Morning»     | Aguilera, Santi White, Hill, Taylor, Sam Endicott                        | Hill, Switch  | 3:54     |  |
| 20.                                  | «Bobblehead»         | Aguilera, White, Hill, Taylor                                            | Hill, Switch  | 3:02     |  |
| 21.                                  | «Birds of Prey»      | Aguilera, Cathy Dennis, Helen Marnie, Daniel Hunt, Mira Aroyo, Reuben Wu | Ladytron      | 4:19     |  |
| 22.                                  | «Stronger Than Ever» | Aguilera, Furler, Dixon                                                  | Dixon, Furler | 4:16     |  |
| 23.                                  | «I Am» (Stripped)    | Aguilera, Furler, Dixon                                                  | Dixon, Furler | 3:55     |  |
| 79:05                                |                      |                                                                          |               |          |  |

| Edición de lujo de iTunes Store (pista adicional) |                  |                            |               |          |  |
| N.º                                               | Título           | Escritor(es)               | Productor(es) | Duración |  |
| 24.                                               | «Little Dreamer» | Aguilera, Dennis, Hunt, Wu | Ladytron      | 4:11     |  |
| 83:05                                             |                  |                            |               |          |  |

Versión Exclusiva "Fan Edition" Set
Fan Editión
- La "Fan Edition Set" del álbum incluye:
- Caja de 12" creada exclusivamente para esta edición. El interior simula un microchip.
- Álbum Bionic en vinilo (3 vinilos).
- Álbum Bionic en CD edición de lujo con cinco bonus tracks y la portada del disco lenticular adicional.
- Póster de 24" × 36" con los mensajes de los primeros 5.000 fanes que lo pre-ordenaron.
- Muestra de perfumes de Christina Aguilera.

Créditos de muestra y Curiosidades
- «Woohoo» contiene una muestra de "Add Mar, Uram Az ESOT", interpretada por Kati Kovács.[118]
- «I Hate Boys» contiene una muestra de "Jungle Juice", escrito por Bill Wellings y Hunter JJ, interpretada por Elektrik Cokernut.[118]
- La canción bonus «Monday Morning» incluida en la versión de lujo, contiene elementos funky y la introducción de la canción contiene un estilo similar a la canción Billie Jean de Michael Jackson

## Listas

### Semanales
| América        |                         |    |
| Canadá         | Canadian Albums         | 3  |
| Estados Unidos | Billboard 200           | 3  |
| México         | Top 100 Albums          | 8  |
| Argentina      | CAPIF                   | 1  |
| Asia           |                         |    |
| Japón          | Hot 100 Albums          | 6  |
| Europa         |                         |    |
| Europa         | European Albums         | 1  |
| Alemania       | Top 100 Albums          | 1  |
| Austria        | Top 50 Albums           | 3  |
| Bélgica        | Top 100 Flanders Albums | 4  |
| Dinamarca      | Top 40 Albums           | 12 |
| España         | Top 100 Albums          | 4  |
| Finlandia      | Top 50 Albums           | 10 |
| Francia        | Top 200 Albums          | 23 |
| Grecia         | Top 50 Albums           | 1  |
| Hungría        | Top 40 Albums           | 12 |
| Irlanda        | Top 100 Albums          | 4  |
| Italia         | Top 100 Albums          | 8  |
| Noruega        | Top 40 Albums           | 20 |
| Países Bajos   | Top 100 Albums          | 6  |
| Polonia        | Top 50 Albums           | 3  |
| Reino Unido    | Top 75 Albums           | 1  |
| Croacia        | Top 50 Albums           | 4  |
| Suecia         | Top 60 Albums           | 9  |
| Suiza          | Top 100 Albums          | 2  |
| Oceanía        |                         |    |
| Australia      | Top 50 Albums           | 3  |
| Nueva Zelanda  | Top 40 Albums           | 6  |

### Anuales
| Anuales 2010                 |     |
| Corea del Sur                | 89  |
| Estados Unidos Billboard 200 | 139 |

## Certificaciones
| País           | Organismo certificador | Certificación    | Ventas certificadas | Simbolización | Ref.    |
| -------------- | ---------------------- | ---------------- | ------------------- | ------------- | ------- |
| Estados Unidos | RCA                    | Disco de oro     | 500 000             |               | [ 130 ] |
| Australia      | ARIA                   | Disco de oro     | 35 000              |               | [ 131 ] |
| Austria        | IFPI                   | Disco de oro     | 10 000              |               | [ 132 ] |
| Grecia         | IFPI                   | Disco de oro     | 3 000               |               | [ 133 ] |
| Reino Unido    | IFB                    | Disco de plata   | 60 000              |               | [ 109 ] |
| Rusia          | NFPF                   | Disco de platino | 20 000              |               | [ 134 ] |

## Historial de lanzamiento
| País           | Fecha                | Edición          | Discografía      | Catálogo      |
| -------------- | -------------------- | ---------------- | ---------------- | ------------- |
| Alemania       | 4 de junio de 2010   | Standard, Deluxe | Sony Music       | 88697726802   |
| Países Bajos   | 4 de junio de 2010   | Standard, Deluxe | Sony Music       | 2550009261837 |
| España         | 4 de junio de 2010   | Standard, Deluxe | Sony Music       |               |
| Australia      | 4 de junio de 2010   | Standard, Deluxe | Sony Music       |               |
| Francia        | 7 de junio de 2010   | Standard, Deluxe | Sony Music       |               |
| Polonia        | 7 de junio de 2010   | Standard, Deluxe | Sony Music       |               |
| Turquía        | 7 de junio de 2010   | Standard, Deluxe | Sony Music       |               |
| Malasia        | 7 de junio de 2010   | Deluxe           | Sony Music       |               |
| Reino Unido    | 7 de junio de 2010   | Standard         | RCA              | 88697608672   |
| Reino Unido    | 7 de junio de 2010   | Deluxe           | RCA              | 88697714912   |
| Reino Unido    | 7 de junio de 2010   | Fan              | RCA              |               |
| Estados Unidos | 8 de junio de 2010   | Standard         | RCA              | 886977148620  |
| Estados Unidos | 8 de junio de 2010   | Special          | RCA              | 886977149122  |
| Estados Unidos | 8 de junio de 2010   | Fan              | RCA              |               |
| Argentina      | 8 de junio de 2010   | Standard         | Sony Music       |               |
| Filipinas      | 8 de junio de 2010   | Standard         | Sony Music       |               |
| Brasil         | 8 de junio de 2010   | Standard         | Sony Music       | 886976086725  |
| Japón          | 9 de junio de 2010   | Standard         | Sony Music Japan | SICP2604      |
| Taiwán         | 11 de junio de 2010  | Deluxe           | Sony Music       | 88697-71491-2 |
| China          | 20 de agosto de 2010 | Standard         | Sony Music       |               |

## Créditos y personal
Créditos de Bionic fueron adaptadas del sitio web de Allmusic.
| - Christina Aguilera - Compositora, voz - Leo Abrahams - Guitarra acústica, guitarra eléctrica - Thomas Aiezza - Ingeniero Asistente - Brian "Fluff" Allison - Ingeniero Asistente - Christopher Anderson-Bazzoli - Conductor - Maya Arulpragasam - Compositor - Brett Banducci - Viola - Matt Benefield - Ingeniero Asistente, Asistente - Felix Bloxsom - Percusión, Batería - Denise Briese - Contrabajo - Richard Brown - Ingeniero Asistente - Alejandro Carbollo - Trombone - Dan Carey - Mezcla - Andrew Chavez - Pro-Tools - Daphne Chen - Violín, Mistress Concert - Matt Cocina - Chelo - Pablo Correa - Percusión - Cameron Craig - Ingeniero - Greg Curtis - Compositor - Ester Dean - Producer - Ester Dean - Composer, Coros - Detalle - Compositor, Productor Vocal - Samuel Dixon - Guitarra acústica, Bajo, Piano, Celeste, Compositor, Programación, Productor, Ingeniero - Richard Dodd - Chelo - B. Edwards Jr. - Compositor - D Face - Ilustraciones - Johanna Fateman - Compositor - Stefanie Fife - Chelo - Sam Fischer - Violín - Sia Furler - Compositor, productor Vocal - Brian Gardner - Mastering - Terry Glenny - Violín - Larry Golding - Piano - Eric Gordain - arreglos de cuerda - Josh Gudwin - Ingeniero - Kathleen Hanna - Compositor - Kalenna Harper - Compositor - Kuk Harrell - Ingeniero - John Hill - Compositor, Productor, Ingeniero, Instrumentación - Jimmy Hogarth - Guitarra acústica, Guitarra eléctrica, Ingeniero - Chauncey Hollis "Hit-Boy" - Teclados - JJ Hunter - Compositor - Paulo III - Bass - Jaycen Joshua - Mezcla - Jamal Jones - Compositor - Josh Mosser - Ingeniero - Claude Kelly - Composer, Coros, Productor Vocal - James King - Flauta, saxofón del alto, saxofón del barítono, saxo tenor, Snake - Anna Kostyuchek - Violín - Oliver Kraus - Cuerdas, arreglos de cuerda, String Ingeniero - John Krovoza - Chelo - Marisa Kuney - Violín - Victoria Lanier - Violín - Alex Leader - Ingeniero, Ingeniero Asistente - Juan Manuel Leguizamón-- Percusión | - Ami Levy - Violín - Abe Liebhaber - Chelo - Giancarlo Lino - Asistente - Erik Madrid - Asistente - Alix Malka - Fotografía - Onika Maraj - Compositor - Manny Marroquin - Ingeniero, Mezcla - Diego Miralles - Chelo - Julio Miranda - Guitarra - Kyle Moorman - Pro-Tools - Bryan Morton - Ingeniero - Luis Navarro - Asistente - Karolina Naziemiec - Viola - Neli Nikolaeva - Violín - Merrill Nisker - Compositor - Cameron Patrick - Violín - Peaches - Rap - Jason Perry - Compositor - Linda Perry - Bajo, Guitarra, Percusión, Piano, Compositor, teclados, programación, *Productor, Ingeniero - Radu Pieptea - Violín - Cristiana Plata - Asistente - Polow da Don - Producer - Oscar Ramírez - Ingeniero, Ingeniero Vocal - The Real Focus - Productor, Instrumentación - Melissa Reiner - Violín - David Sage - Viola - JD Samson - Compositor - Kellii de Scott - Batería - Alexis Smith - Asistente de Ingeniero - Arturo Solar - Trompeta - Audrey Salomón - Violín - Eric Primavera - Ingeniero - Jay Stevenson - Asistente de Ingeniero - Jeremy Stevenson - Ingeniero - Christopher Stewart - Productor, Compositor - Subskrpt - Ingeniero, Ingeniero Asistente - Switch - Productor, Ingeniero, Mezcla, Instrumentación - Jenny Takamatsu - Violín - Tom Tally - Viola - David Taylor - Compositor - Brian "B-Luv" Thomas - Ingeniero - Pat Thrall - Ingeniero - Le Tigre - Producer - Jason Torreano - Contrabajo - William Tyler - Compositor - Randy Urbanski - Asistente - Jessica van Velzen - Viola - Eli Walker - Ingeniero - Bill Wellings - Compositor - Amy Wickman - Violín - Cory Williams - Ingeniero - Rodney Wirtz - Viola - Richard Worn - Contrabajo - Alwyn Wright - Violín - Andrew Wuepper - Ingeniero |